# Sandviks glasbruk
Sandviks glasbruk (dansk: Sandviks glasværk) var et glasværk i Hovmantorp i Lessebo kommune, Kronobergs län i Småland i Sverige.
Sandviks glasværk, der blev grundlagt i 1889, lå i det område af Småland, der kaldes Glasriget. I 1978 havde glasbruket omkring 140 ansatte. I 1990 indgik bruket i fusionen Orrefors Kosta Boda AB, der i 1997 blev en del af Royal Scandinavia. På trods af meget voldsom modstand fra de ansatte lukkede glasværket i 2004.
Der var efterfølgende rygter om at New Wave Group, der siden 2005 har ejet Orrefors Kosta Boda AB, arbejdede med planer om at genåbne dele af Sandviks glasværk, dette er imidlertid ikke realiseret.